# Рюхо
Рюхо (яп. 龍鳳) — японський легкий авіаносець часів Другої світової війни.

## Історія створення
«Рюхо» закладався як плавуча база для ремонту підводних човнів «Тайгей» з можливістю перебудови в авіаносець. Проте корабель виявився невдалим. Його зварний корпус був занадто слабким, а високий борт при малій осадці недостатньо забезпечував остійність. Тому в 1936—1937 роках плавбазу капітально перебудували: посилили корпус, встановили булі. Водотоннажність при цьому збільшилась на 500 тонн.
У 1941-42 роках «Тайгей» перебудували в авіаносець «Рюхо». За конструкцією він багато в чому нагадував «Дзуйхо» та «Сьохо», але був трохи більший.
Дизельну силову установку довелось замінити на паротурбінну.
Внаслідок великої водотоннажності та наявності булів «Рюхо» поступався у швидкості своїм попередникам на 1,5—2 вузли.

## Конструкція
Одноярусний ангар (125х18,6 м) вміщував 31 літак. Злітна палуба мала розміри 185×23 м. У 1944 році її збільшили до 198 м. Корабель мав 2 підйомники (13,6 × 12 м). Бронювання не було.
Зенітне озброєння в 1943 році збільшили до 45 25-мм автоматів, 6 13,2-мм кулеметів та 6 28-ствольних пускових установок некерованих ракет (які були неефективні). Тоді ж корабель обладнали радаром.

## Бойове застосування
У першому ж рейсі з доставки літаків на Трук 12 грудня 1942 року «Рюхо» був торпедований американським підводним човном «Драм».
Після тримісячного ремонту в Йокосука корабель до червня 1943 року використовувався як навчальний авіаносець. Потім його включили до складу 2-ї дивізії авіаносців, але авіагрупу зняли для дій з берегових аеродромів. Через відсутність авіагрупи до кінця війни авіаносець участі в бойових діях не брав, лише перевозив літаки.
19 березня 1945 року у Внутрішньому морі під час нальоту американських літаків у «Рюхо» влучили три 227-кг бомби. Злітна та ангарна палуби були зруйновані, виведений з ладу літакопідйомник. Екіпаж втратив 20 осіб вбитими і 30 пораненими. Після цього авіаносець не ремонтувався. У квітні 1945 року його виключили зі списків флоту, а в 1946 році відправили на утилізацію.

## Характеристика проєкту
Загалом «Рюхо» був найневдалішим японським авіаносцем. Слабка конструкція, відсутність будь-якого захисту, незадовільний поділ корпусу на відсіки істотно обмежували його участь у бойових діях.